# Villa Tritone
La Villa Tritone, nota anche come la Villa Astor, è una storica residenza di Sorrento sul Golfo di Napoli in Italia.

## Storia
Il nucleo della villa risalirebbe al XVI secolo, quando i baroni calabresi Labonia acquistarono la proprietà facendovi erigere una residenza. Il sito è tuttavia connotato dalla presenza di strutture ancora più antiche, risalenti all'età augustea.
La villa assunse tuttavia il suo aspetto attuale nel periodo in cui appartenne a William Waldorf Astor che la comprò nel 1905. Questi curò specialmente il parco della proprietà dandogli i connotati di un giardino all'inglese.
Durante la seconda guerra mondiale, tra il 1943 e il 1945, la residenza fu sede dell'ambasciata olandese. In quel periodo Benedetto Croce residette nella villa.
La villa ha fatto da ambientazione per la serie televisiva Netflix Inganno del 2024.

## Descrizione
La villa sorge in posizione panoramica sul Golfo di Napoli a strapiombo su di una scogliera.